# Chris Lowney
Chris Lowney (ur. 1958 w Nowym Jorku) – amerykański ekonomista i pisarz, konsultant w sprawach zarządzania, przywództwa, filantrop. Przewodniczy amerykańskiej organizacji zajmujących się opieką zdrowotną, Catholic Health Initiatives, były Dyrektor Zarządzający w banku JP Morgan.

## Życiorys
Po ukończeniu szkoły średniej wstąpił do nowicjatu jezuickiego. Zaliczył licencjat z historii oraz ukończył studia magisterskie z filozofii na Uniwersytecie Fordham w roku 1981. W roku 1983 opuścił zakon jezuitów i do 2001 roku pracował w banku JP Morgan. Zajmował się inwestycjami, następnie został Dyrektorem Zarządzającym w Tokio oraz Singapurze i członkiem komitetu zarządzającego banku na region Azji i Pacyfiku. Następnie został Dyrektorem Zarządzającym w Londynie i członkiem komitetu zarządzającego na region Europy, Środkowego Wschodu i Afryki.
Wykładał podczas konferencji poświęconych przywództwu, procesom decyzyjnym, etyce biznesu, m.in. w USA, Hiszpanii, Francji, Australii, Argentynie, Urugwaju, Kolumbii i Indonezji. Od 2013 r. jest prezesem zarządu Catholic Health Initiatives, drugiej co do wielkości amerykańskiej organizacji non profit zajmującej się opieką zdrowotną. Posiada ona ponad 800 szpitali i budżet sięgający 10,7 mld dolarów.

## Publikacje
Od 2001 opublikował cztery książki:
- Heroic Leadership: Best Practices from a 450-Year-Old Company that Changed the World (2003)[4] (w Polsce wydana pod tytułem Heroiczne przywództwo. Tajemnice sukcesu firmy istniejącej ponad 450 lat, WAM, Kraków 2011)[5]
- A Vanished World: Muslims, Christians, and Jews in Medieval Spain (Free Press 2005, Oxford University Press 2006[6])
- Heroic Living: Discover Your Purpose and Change the World (2010)[7] (w Polsce wydana pod tytułem Heroiczne życie. Odkryj cel w życiu i zmieniaj świat, WAM, Kraków 2013)[8]
- Pope Francis: Why He Leads the Way He Leads (2013)[9] (w Polsce wydana pod tytułem Lider. Papież Franciszek, WAM, Kraków 2014)[10]

## Nagrody
Doktoraty honorowe
Tytuły doktora honoris causa przyznały mu następujące uczelnie:
- Gonzaga University (USA)
- St. Louis University (USA)
- University of Scranton (USA)
- University of Great Falls (USA)
- Marymont Manhattan University (USA)

Universidad del Pacifico (Peru) nadał mu tytuł "miembro honorario del claustro".

## Działalność społeczna i charytatywna
Lowney ufundował Pilgrimage for Our Children's Future, która wspiera projekty edukacyjne i zdrowotne w krajach rozwijających się. Pomagał również uruchomić Jesuit Commons-Higer Education at the Margins, która oferuje pomoc w kształceniu na poziomie uniwersyteckim w obozach uchodźców. Wymyślił i współfinansował Contempaltive Leaders in Action, program aktywizujący dla młodych przywódców, działający w siedmiu miastach USA.